# Rochelle (nome)
Rochelle  è un nome proprio di persona inglese femminile.

## Origine e diffusione

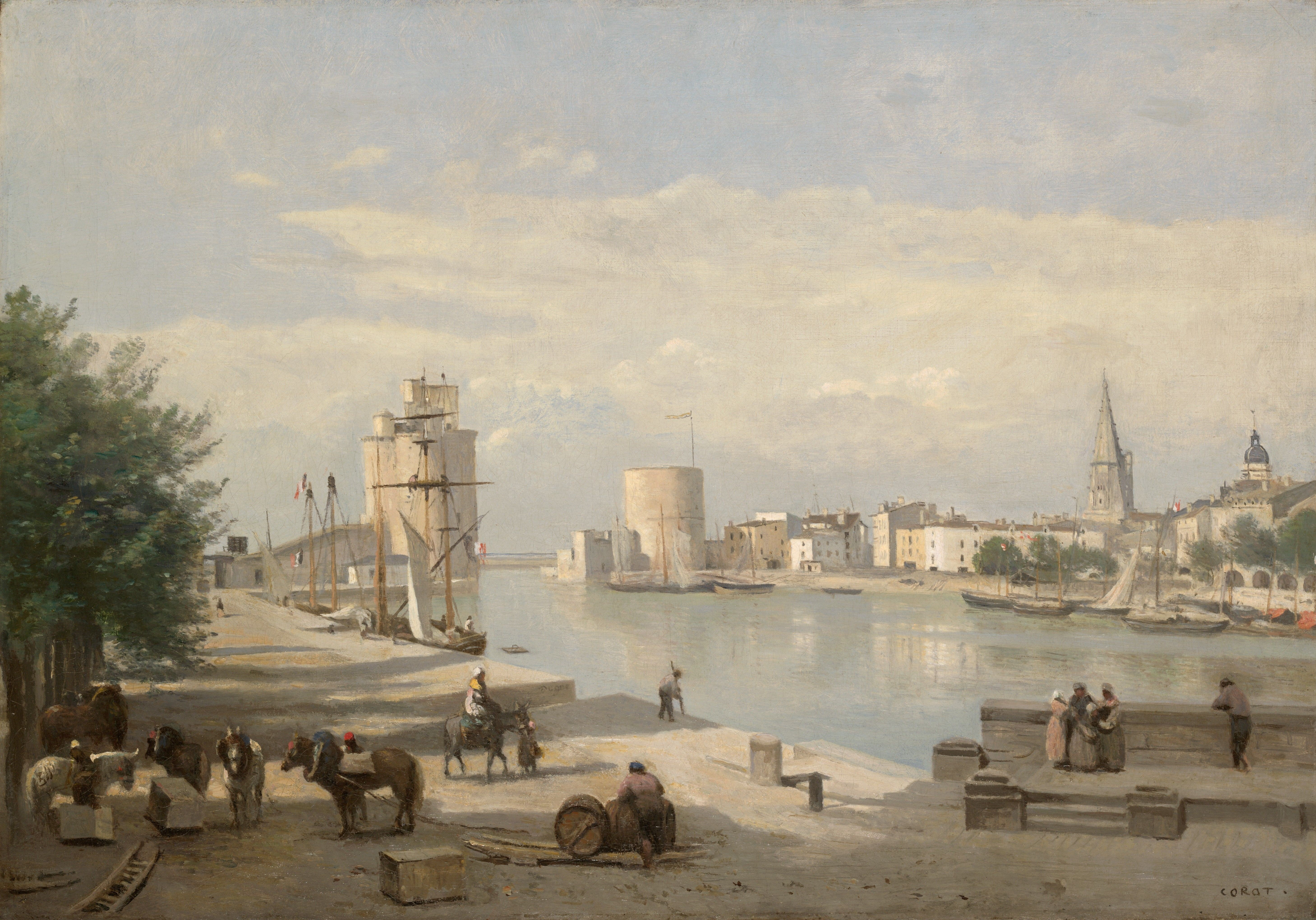
Il porto di La Rochelle, di Jean-Baptiste-Camille Corot

Riprende il nome della città francese di La Rochelle, il cui toponimo significa "piccola roccia"; il suo uso come nome proprio di persona prese il via negli Stati Uniti durante gli anni 1930, probabilmente grazie alla notorietà dell'attrice Rochelle Hudson, nonché alla somiglianza con il nome Rachel (la cui variante Rachelle si è formata per alterazione proprio sotto l'influenza di Rochelle).

## Onomastico
L'onomastico ricorre il 1º novembre, in occasione di Ognissanti, in quanto il nome non è portato da alcuna santa ed è quindi adespota.

## Persone

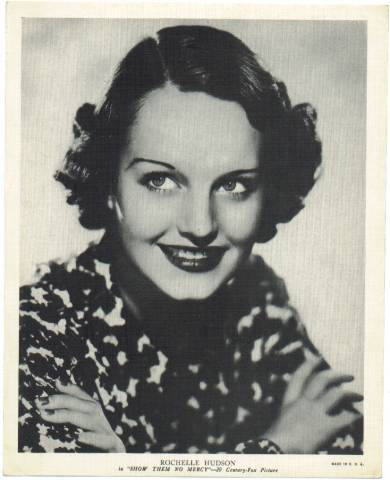
Rochelle Hudson

- Rochelle Aytes, attrice statunitense
- Rochelle Gilmore, ciclista su strada e pistard australiana
- Rochelle Hudson, attrice statunitense
- Rochelle Stevens, atleta statunitense